# Беджанян, Юрий Вартанович
Ю́рий Варта́нович Беджаня́н (род. 12 июля 1954) — российский дипломат. Чрезвычайный и полномочный посол (2022).

## Биография
Окончил Московский государственный институт международных отношений (МГИМО) МИД СССР (1978) и Дипломатическую академию МИД России (1992). На дипломатической работе с 1978 года. Владеет английским, французским и бенгальским языками.
В 2001—2002 годах — начальник отдела в Департаменте Северной Америки МИД России.
В 2002—2007 годах — консул-советник Генерального консульства России в Сан-Франциско (США).
В 2007—2011 годах — начальник отдела в Консульском департаменте МИД России.
В 2011—2013 годах — заместитель директора Департамента Северной Америки МИД России.
С сентября 2013 по март 2019 года — генеральный консул России в Монреале (Канада).
С 18 марта 2019 года — чрезвычайный и полномочный посол Российской Федерации в Коста-Рике. Верительные грамоты вручил 20 сентября 2019 года.

## Дипломатический ранг
- Чрезвычайный и полномочный посланник 2 класса (15 августа 2013)[3].
- Чрезвычайный и полномочный посланник 1 класса (1 октября 2019)[4].
- Чрезвычайный и полномочный посол (29 декабря 2022)[5].

## Награды
- Знак отличия «За безупречную службу» XL лет (13 июня 2019) — За большой вклад в реализацию внешнеполитического курса Российской Федерации и многолетнюю добросовестную службу[6].